# 444562 Visaginas
444562 Visaginas este o planetă minoră (asteroid), cu un diametru de 3,072 km, din centura de asteroizi. A fost descoperită pe 25 septembrie 2006 la Molėtų astronomijos observatorija⁠(d) de . 
Obiectul prezintă o orbită caracterizată de o semiaxă mare de 2,7403239167682 UAi, o excentricitate de 0,20529714763081, o înclinație de 8,5588839110258 ° în raport cu ecliptica.